# 에우헤니오 미라
에우헤니오 미라(스페인어: Eugenio Mira, 1977년~)는 스페인의 영화 감독이다. 일라이저 우드, 존 큐잭 주연의 영화 《그랜드 피아노》(2013)를 연출했다.

## 출연 작품
- 베로니카 (2017)
- 그랜드 피아노 (2013)
- 레드라이트 (2012)
- 아그노시아 (2010)
- 타임크라임 (2007)
- 더 버스데이 (2004)